# 维耶苏瓦
维耶苏瓦（法語：Viessoix，法語發音：[vjɛswa] ⓘ）是法国卡尔瓦多斯省的一个旧市镇，属于维尔区。2016年，维耶苏瓦与临近的13个市镇合并为新市镇瓦尔达利耶尔。

## 地理
维耶苏瓦（48°50'23"N, 0°47'55"W）面积12.87 平方千米，位于法国诺曼底大区卡爾瓦多斯省，该省份为法国西北部沿海省份，北濒大西洋英吉利海峡，东北与滨海塞纳省以海上边界相接，东临厄尔省，南至奧恩省，西与芒什省接壤。
与维耶苏瓦接壤的市镇（或旧市镇、城区）包括：贝尼耶尔勒帕特里、比尔西、谢讷多莱、鲁卢尔、大特吕特梅尔、沃德里。

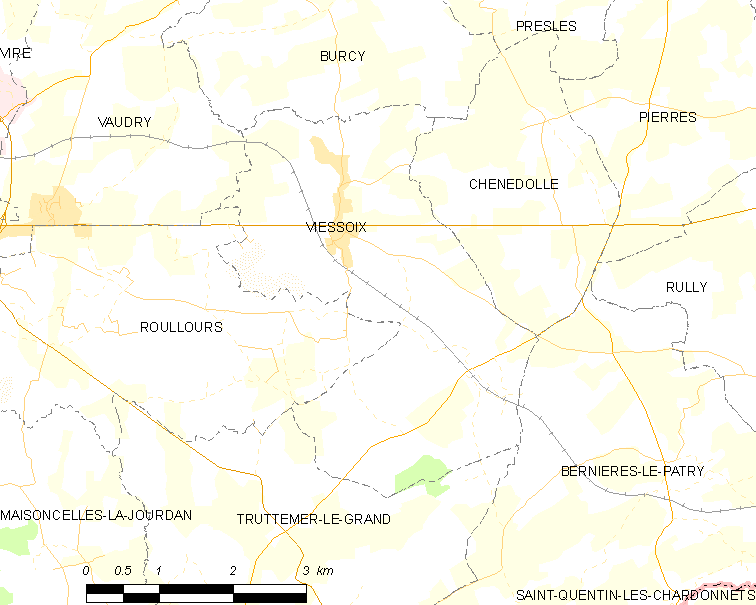
维耶苏瓦的OSM定位图

维耶苏瓦的时区为UTC+01:00、UTC+02:00（夏令时）。

## 行政
维耶苏瓦的邮政编码为14410，INSEE市镇编码为14746。

## 政治
维耶苏瓦所属的省级选区为诺曼底地区孔代县。

## 人口

1962-2008年间维耶苏瓦人口变化图示

维耶苏瓦于2018年1月1日时的人口数量为789人。